# Tachiramantis
Tachiramantis é um género de anfíbios da família Strabomantidae. Está distribuído por Venezuela e Colômbia.

## Espécies
- Tachiramantis cuentasi (Lynch, 2003)
- Tachiramantis douglasi (Lynch, 1996)
- Tachiramantis lassoalcalai (Barrio-Amorós, Rojas-Runjaic, and Barros, 2010)
- Tachiramantis lentiginosus (Rivero, 1984)
- Tachiramantis padrecarlosi (Mueses-Cisneros, 2006)
- Tachiramantis prolixodiscus (Lynch, 1978)
- Tachiramantis tayrona (Lynch and Ruiz-Carranza, 1985)